# قطار سبک داکلندز
قطار سبک داکلندز (انگلیسی: Docklands Light Railway) یک سیستم قطار سبک در شهر لندن است.
این مجموعه که در سال ۱۹۸۷ افتتاح شده دارای ۷ خط و ۴۵ ایستگاه می‌باشد، شمال‌ترین ایستگاه قطار سبک داکلندز در استراتفورد، جنوبی‌ترین ایستگاه در لویشام، غربی‌ترین ایستگاه در نزدیکی تاور هیل و ایستگاه‌های بانک و مانیمنت و شرقی‌ترین ایستگاه آن در ایستگاه وولویچ آرسنال و بکتون قرار دارد.

## نگارخانه

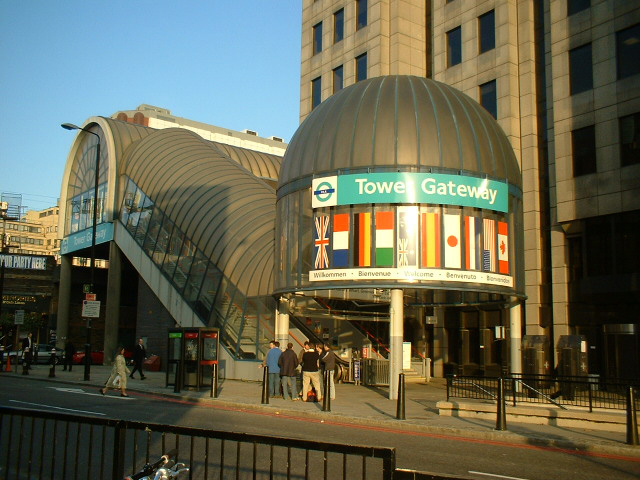
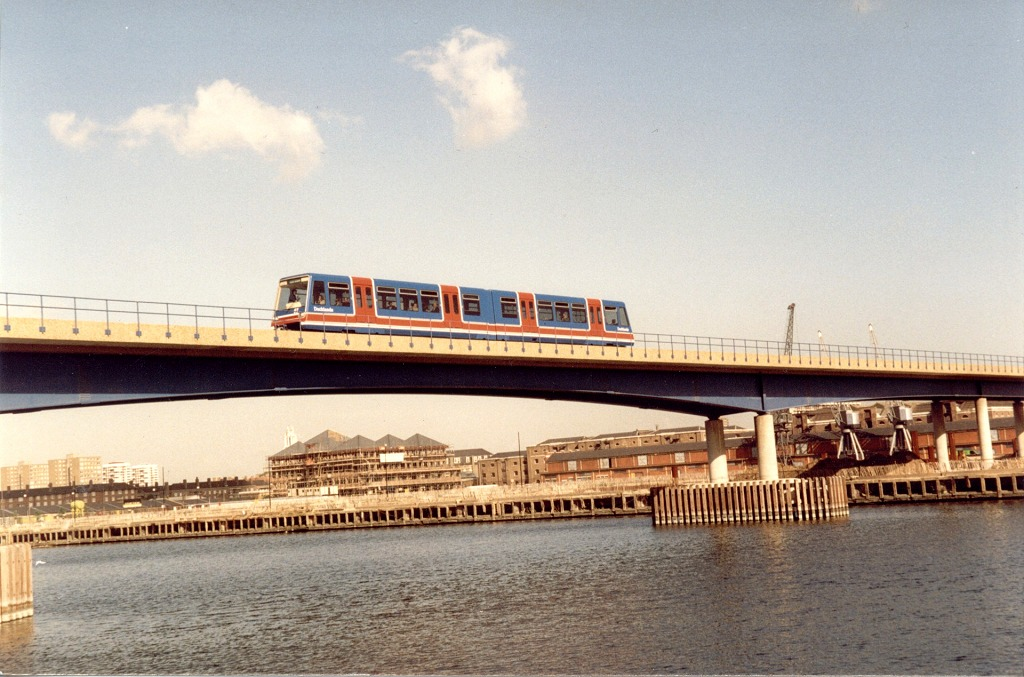
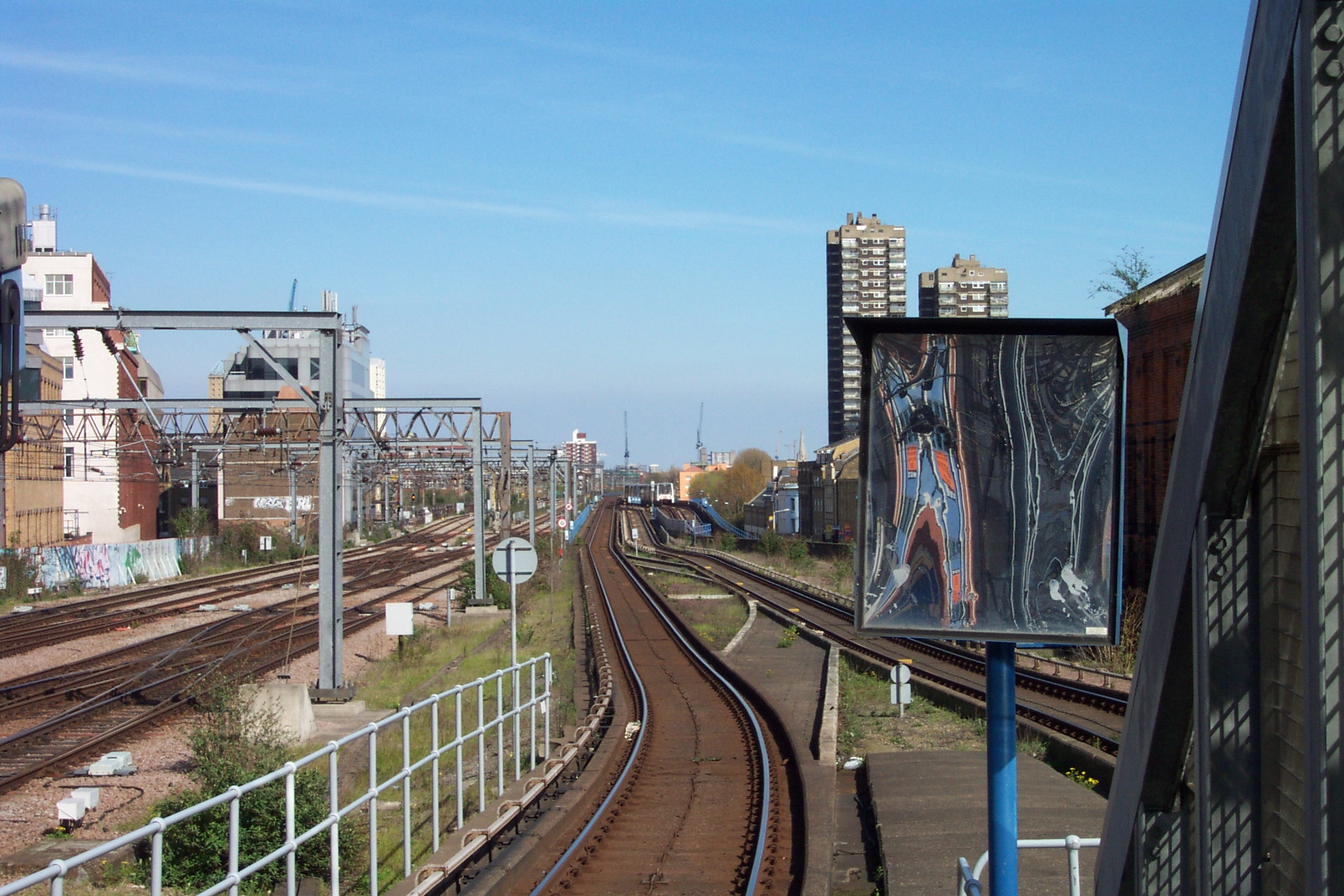
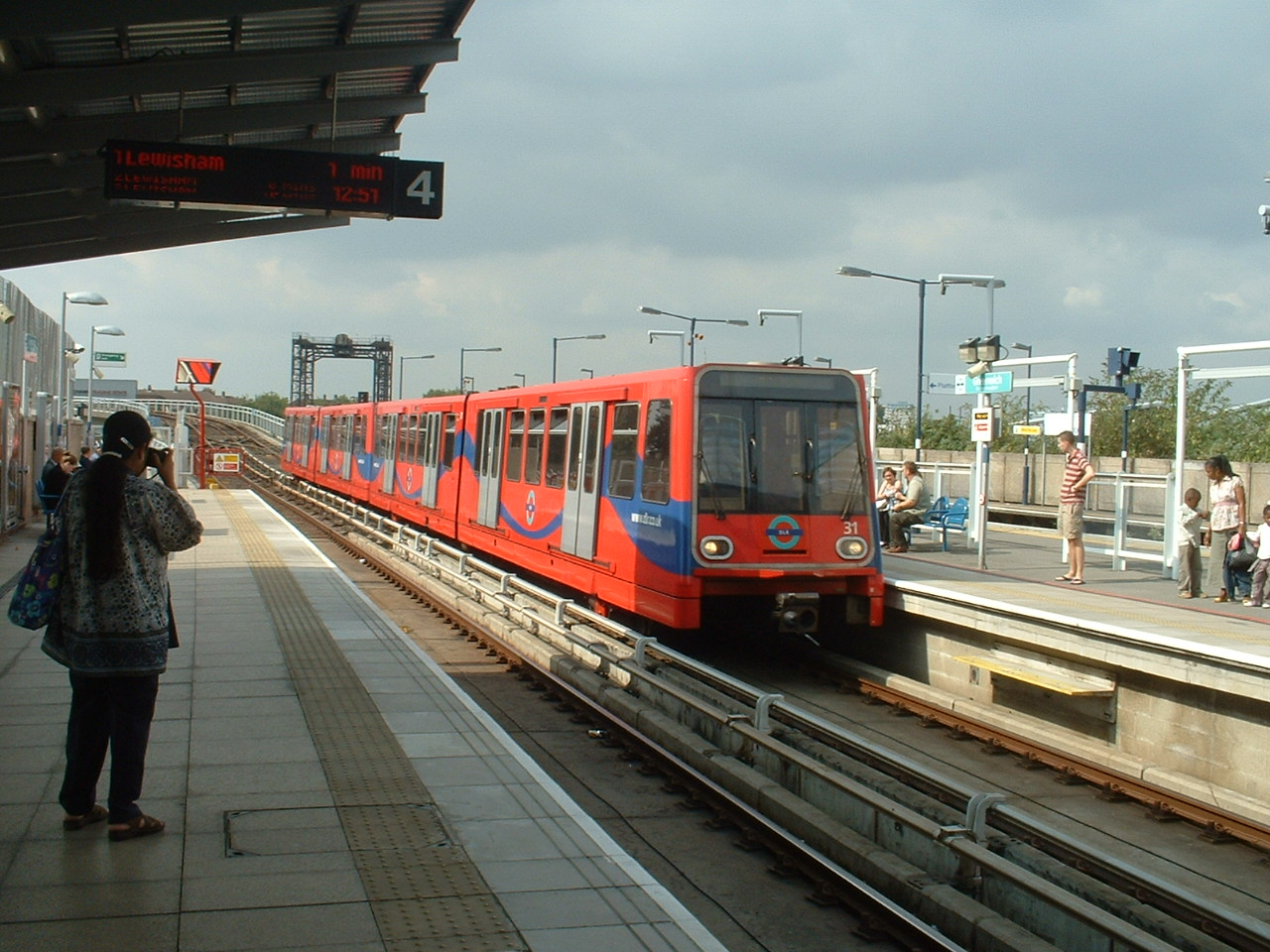
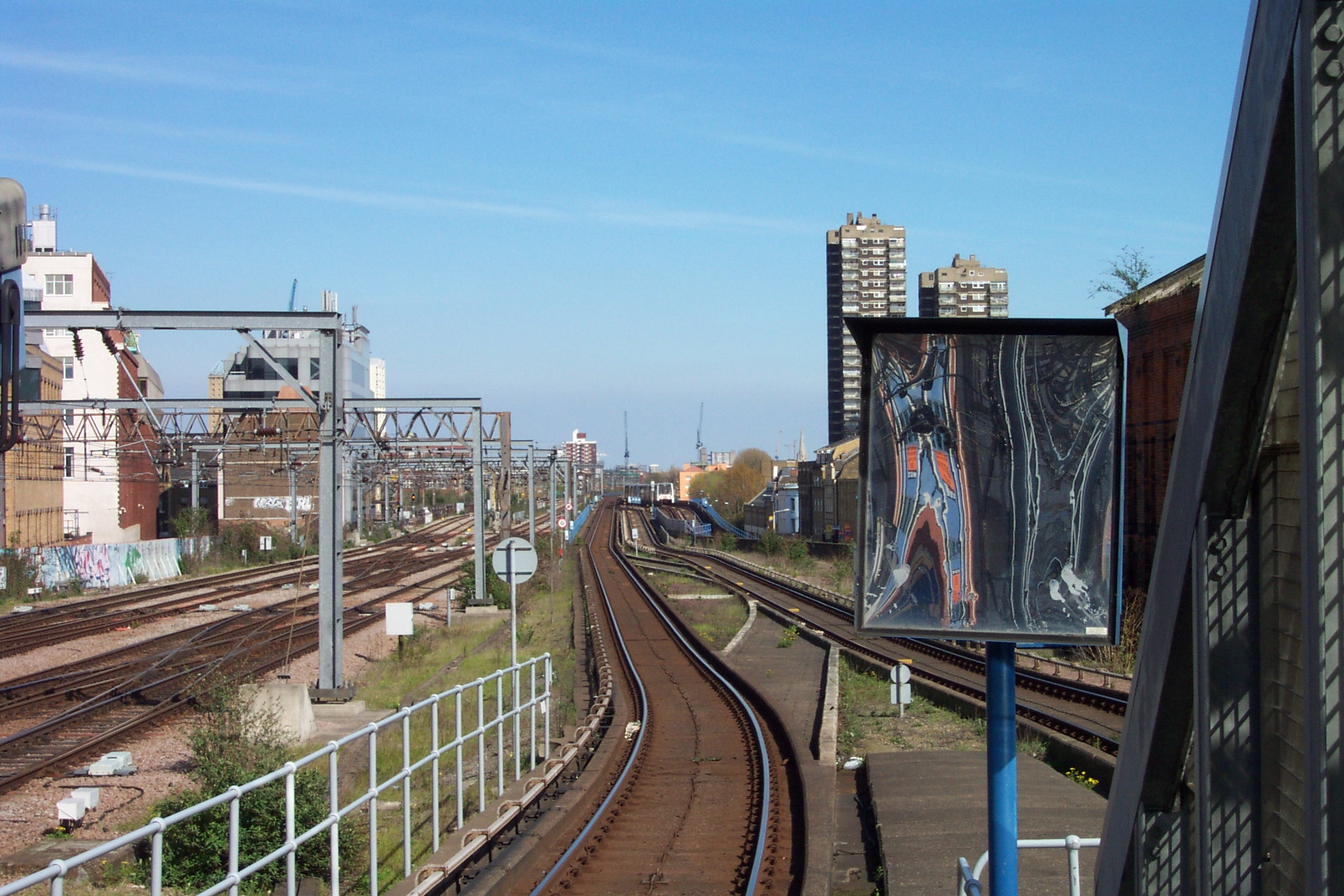
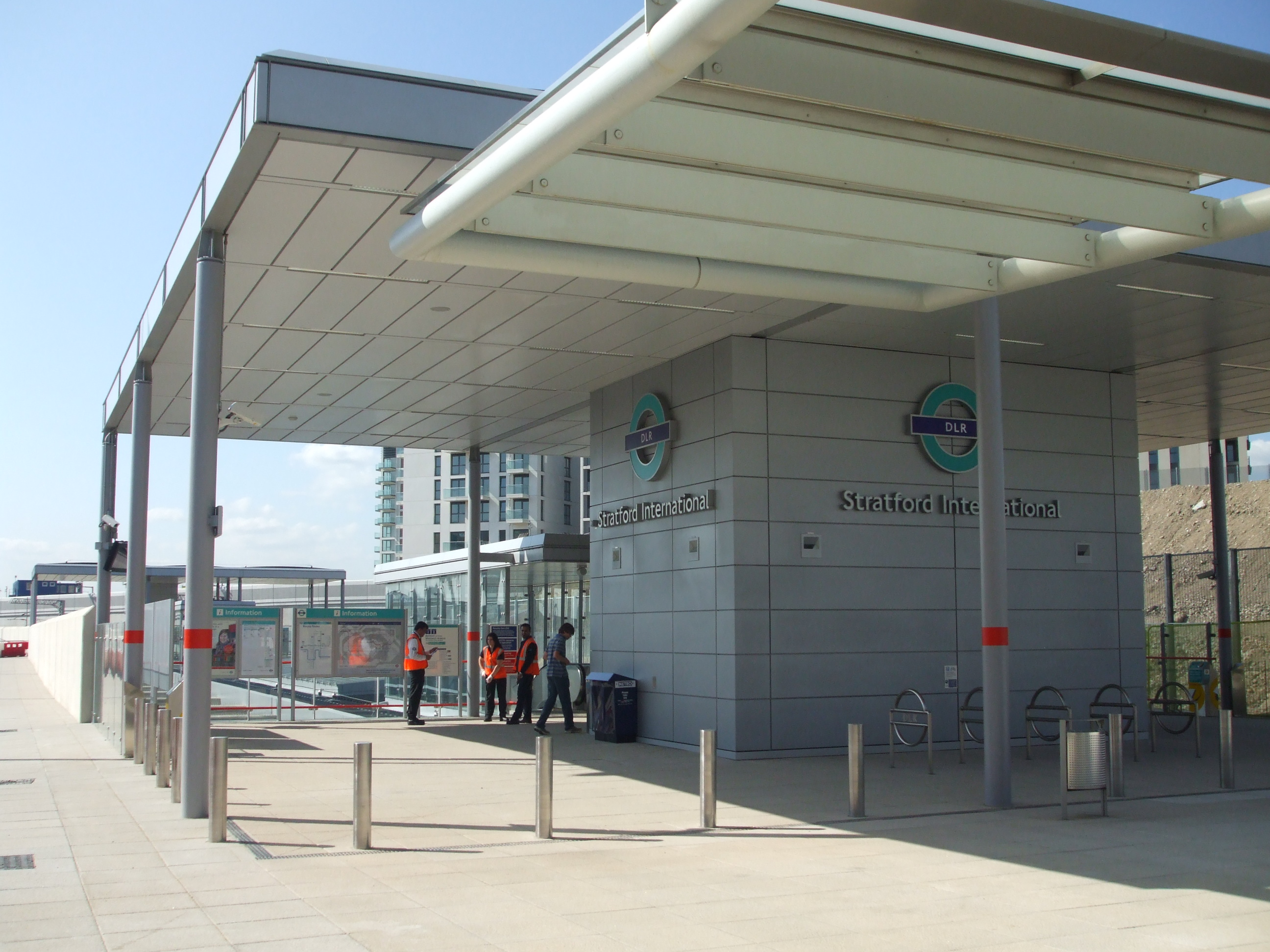
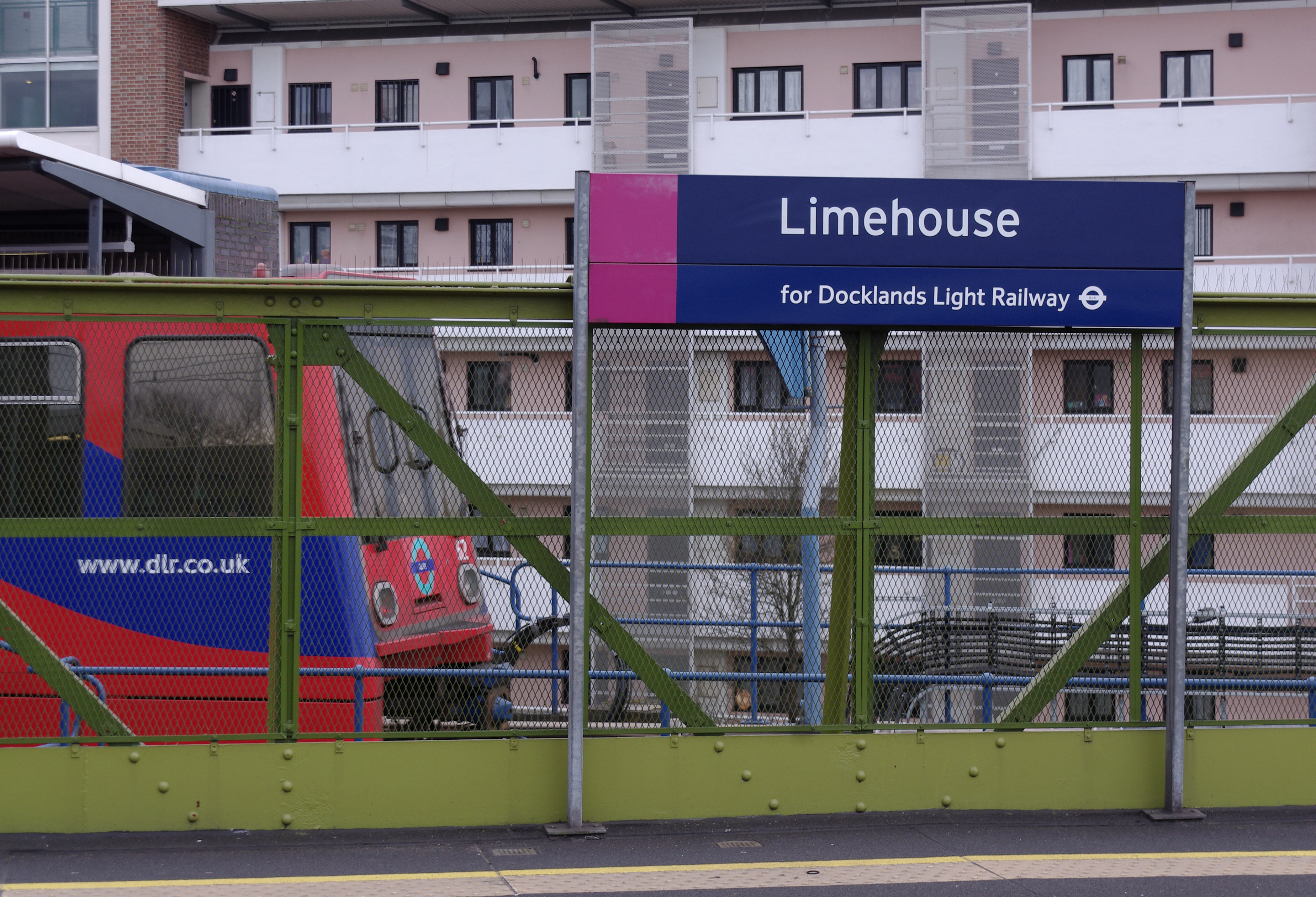
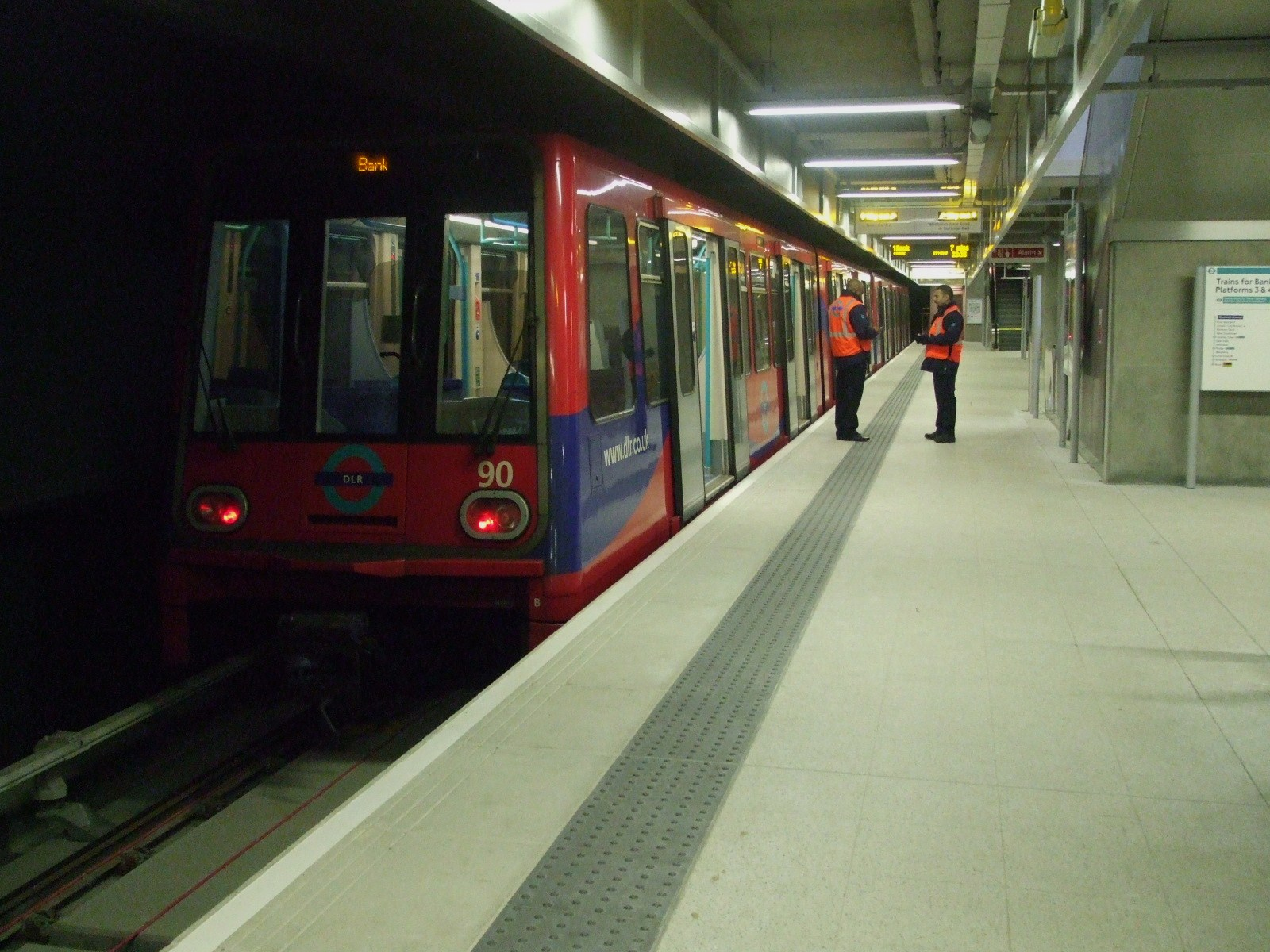
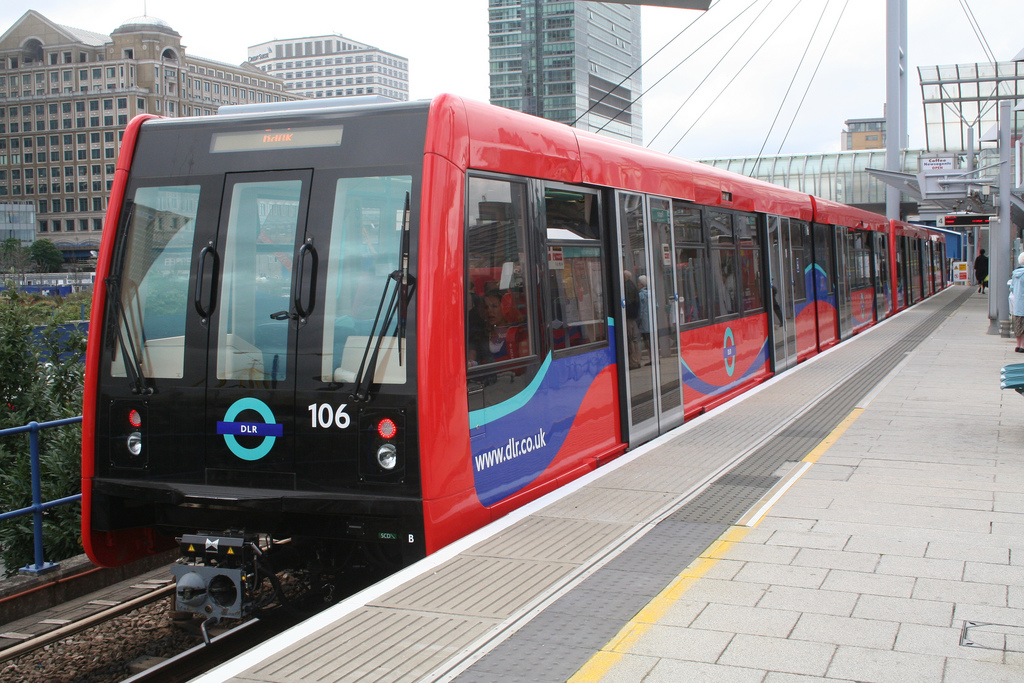
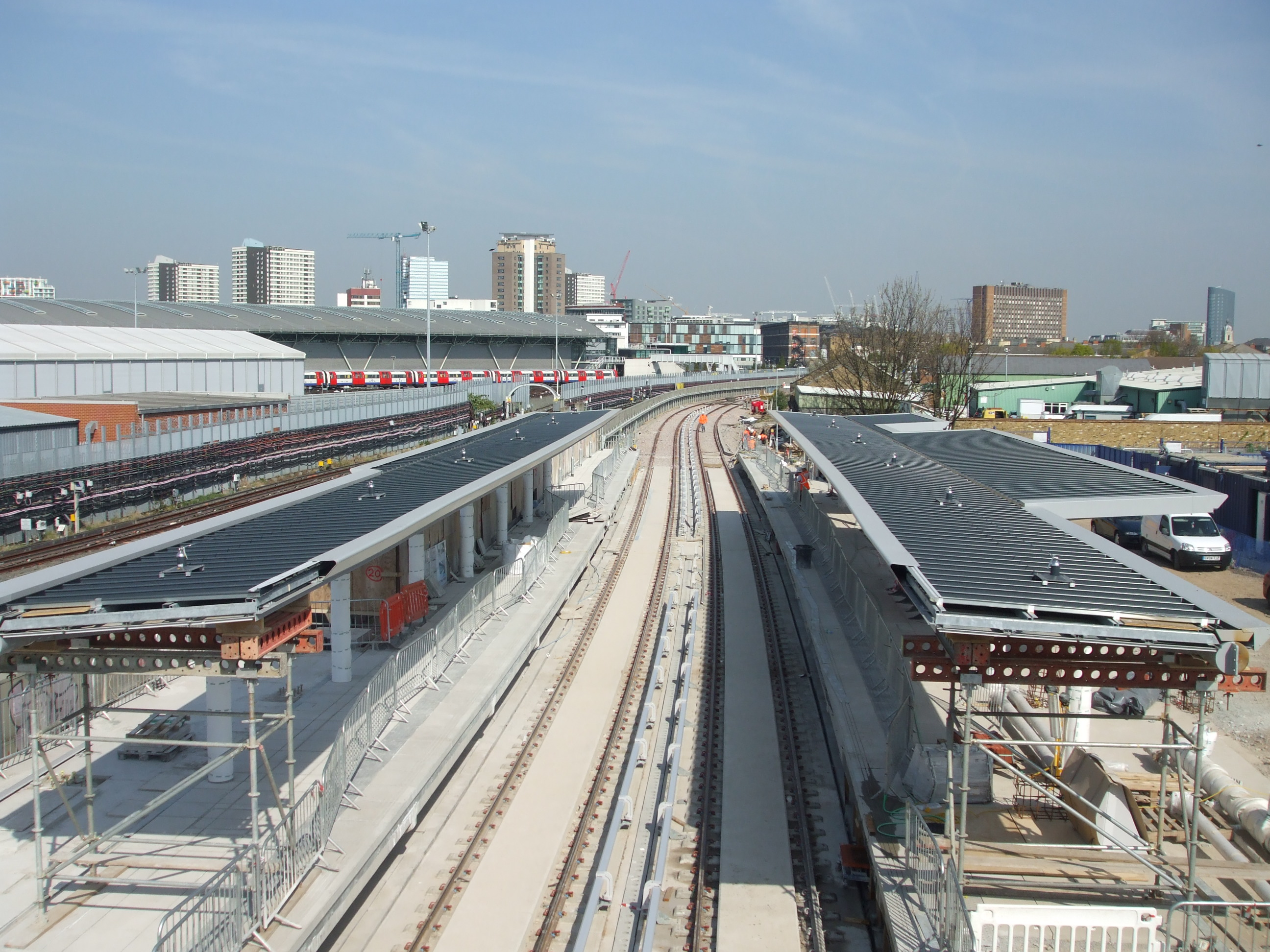
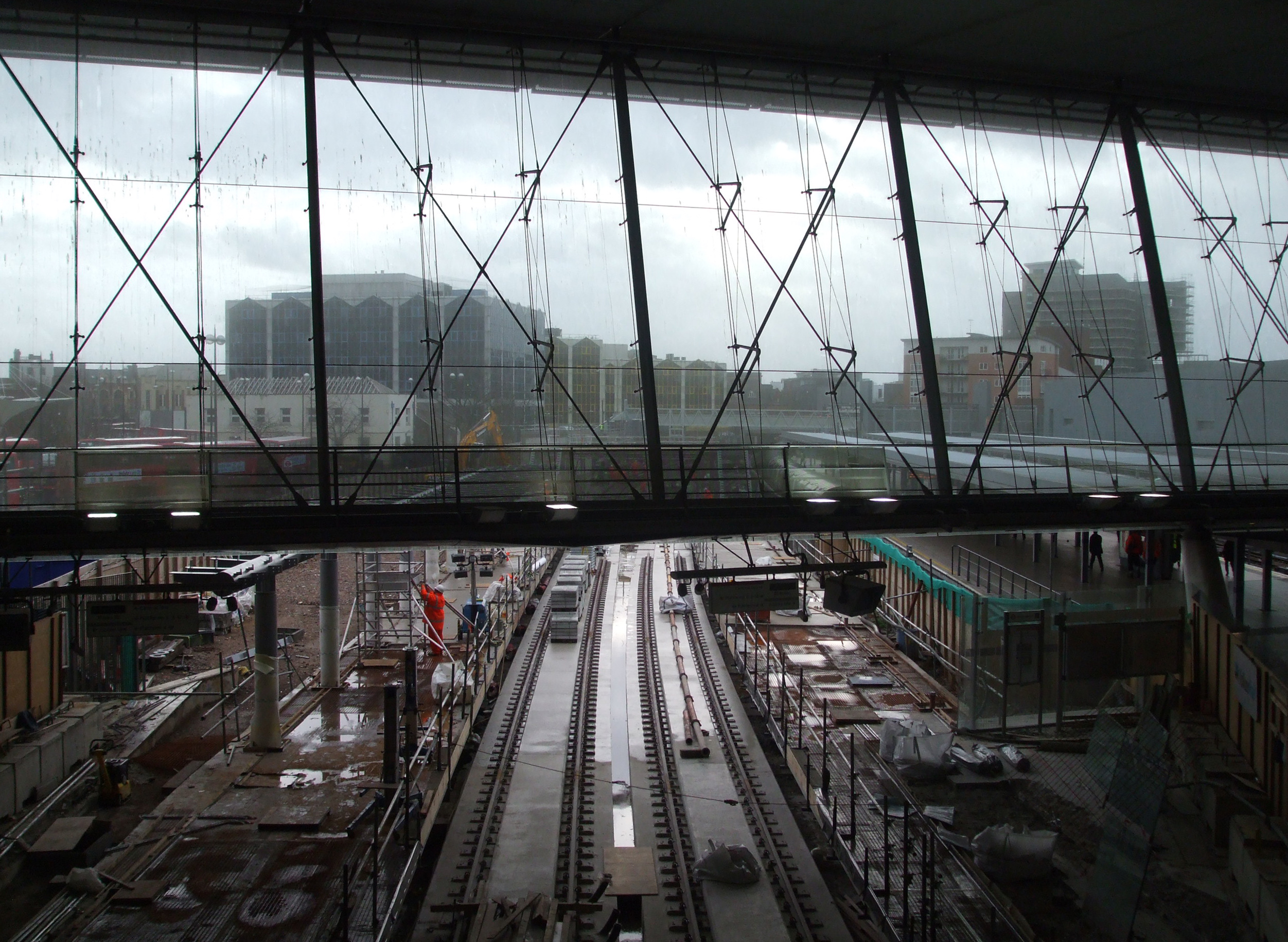
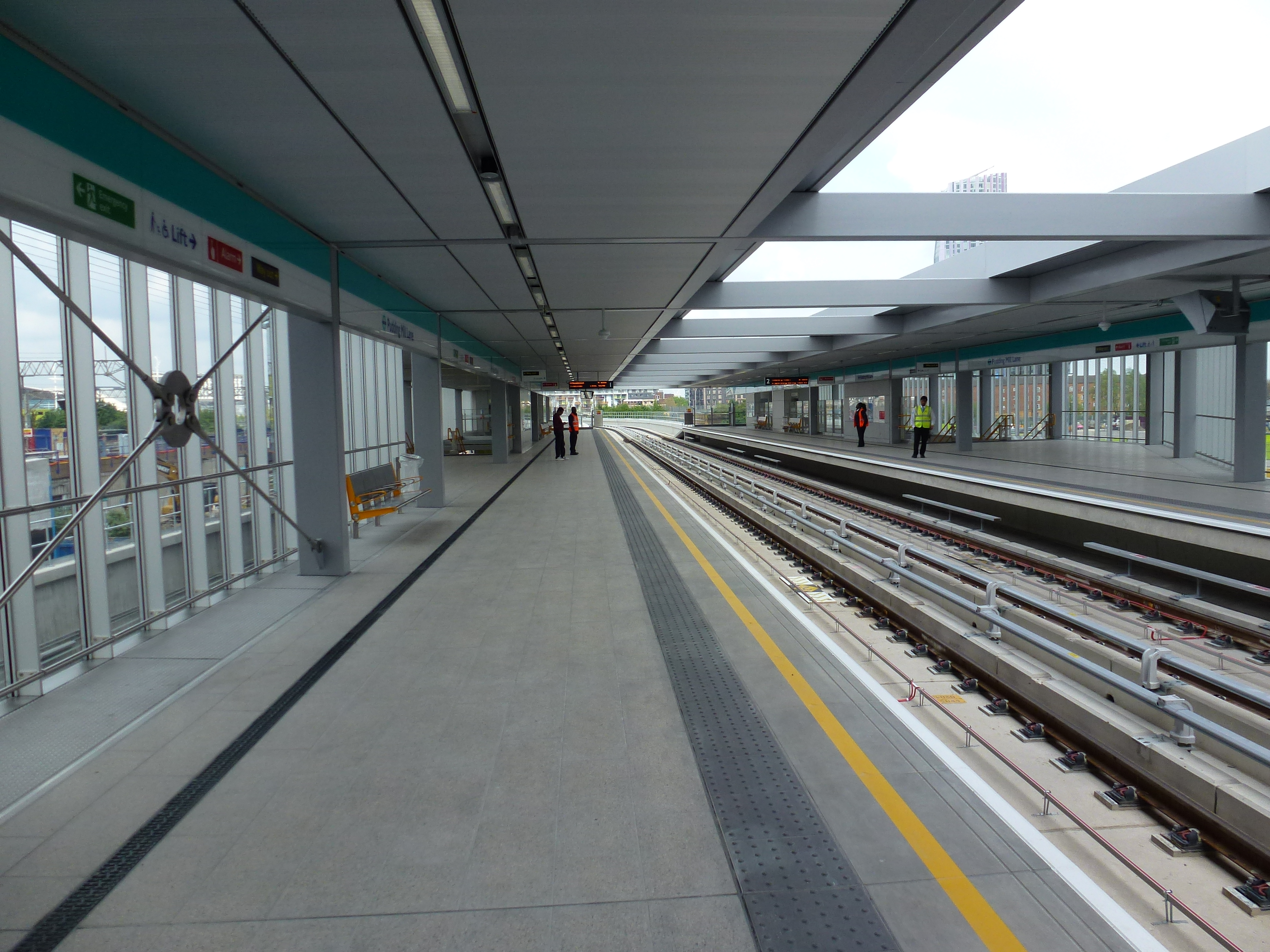